# Портрет Петра Кирилловича Эссена
«Портрет Петра Кирилловича Эссена» — картина Джорджа Доу и его мастерской из Военной галереи Зимнего дворца.
Картина представляет собой погрудный портрет генерал-лейтенанта Петра Кирилловича Эссена из состава Военной галереи Зимнего дворца.
В начале Отечественной войны 1812 года генерал-лейтенант Эссен был шефом Шлиссельбургского пехотного полка и командовал 8-й пехотной дивизией, состоял в корпусе Ф. В. Остен-Сакена, отличился в сражении под Волковыском. После изгнания Великой армии оставался в России и занимался формированием в Белоруссии резервов для действующей армии, затем находился при Главной квартире и в Резервной армии. Во время кампании Ста дней совершил поход во Францию и находился при блокаде Меца.
Изображён в профиль в генеральском мундире, введённом для пехотных генералов 7 мая 1817 года. На шее крест крест ордена Св. Георгия III класса; по борту мундира кресты орденов св. Анны 1-й степени и прусского Красного орла 2-й степени; справа на груди серебряная медаль «В память Отечественной войны 1812 года» на Андреевской ленте, бронзовая дворянская медаль «В память Отечественной войны 1812 года» на Владимирской ленте и звёзды орденов Св. Александра Невского и Св. Владимира 1-й степени. С тыльной стороны картины надписи: Essen и Geo Dawe RA pinxt. Подпись на раме: П. К. Эссенъ 1й, Генералъ Лейтенантъ.
Обстоятельства принятия решения о написании портрета Эссена не установлены. С начала 1817 года Эссен был Оренбургским военным губернатором, он постоянно находился в Оренбурге и на степных границах империи. Известно что в конце 1821 года он приезжал в Санкт-Петербург, где встретился с Доу, который в начале 1822 года написал его портрет. Готовый портрет поступил в Эрмитаж 7 сентября 1825 года.
В 1848 году в мастерской И. П. Песоцкого по рисунку с портрета была сделана литография, опубликованная в книге «Император Александр I и его сподвижники» и впоследствии неоднократно репродуцированная.